# Møller (cognome)
Møller (variante: Moeller; cfr. anche "Moller" e "Möller") è un cognome di origine danese (significato letterale: "mugnaio") che può riferirsi a:

## A
- Anders Møller Christensen (1977), calciatore danese
- Arnold Peter Møller (1876–1965), armatore danese

## B
- Birger Møller-Pedersen (?), informatico norvegese

## C
- Cæsar Peter Møller Boeck (1845-1917), dermatologo norvegese
- Carl Møller (1887-?), canottiere danese
- Christian Møller (1904–1980), chimico e fisico danese
- Claus Michael Møller (1968), ciclista danese

## E
- Erik Møller (1898–1988), architetto danese

## G
- Gunner Møller Pedersen (1943), compositore danese

## H
- Hans Peter Christian Møller (1810-1845), zoologo, politico e malacologo danese,
- Hermann Møller (1850-1923), linguista danese più noto con la grafia tedesca Hermann Möller

## J
- Johan Møller Warmedal (1914-1988), politico norvegese
- John Christmas Møller (1894-1948), politico danese

## K
- Katti Anker Møller (1868-1945), attivista norvegese
- Kenneth Heiner-Møller (1971), calciatore e allenatore di calcio danese
- Kenneth Møller Pedersen (1973), calciatore danese

## L
- Lærke Møller (1989), pallamanista danese

## M
- Mærsk McKinney Møller (1913), armatore danese
- Marc Møller (1986), calciatore danese
- Martin Møller (1980), sciatore nordico danese
- Mathias Peter Møller (1854–1937), organista danese-americano più noto con la grafia inglese Mathias Peter Moller

## N
- Nils Otto Møller (1897-1966), velista danese

## P
- Peder Møller (1877-1940), violinista danese
- Peder Møller (1891-1972), ginnasta danese
- Peder Ludvig Møller (1814-1865), critico letterario danese
- Per Stig Møller (1942), politico danese
- Peter Møller (1972), calciatore e giornalista danese
- Pia Christmas-Møller (1961), politica danese
- Poul Martin Møller (1794–1838), filosofo danese

## R
- Richard Møller Nielsen (1937), calciatore e allenatore di calcio danese
- Roland Møller (1972), attore danese

## S
- Sunniva Hakestad Møller (1907-1995), politica norvegese